# Victor Talking Machine Company

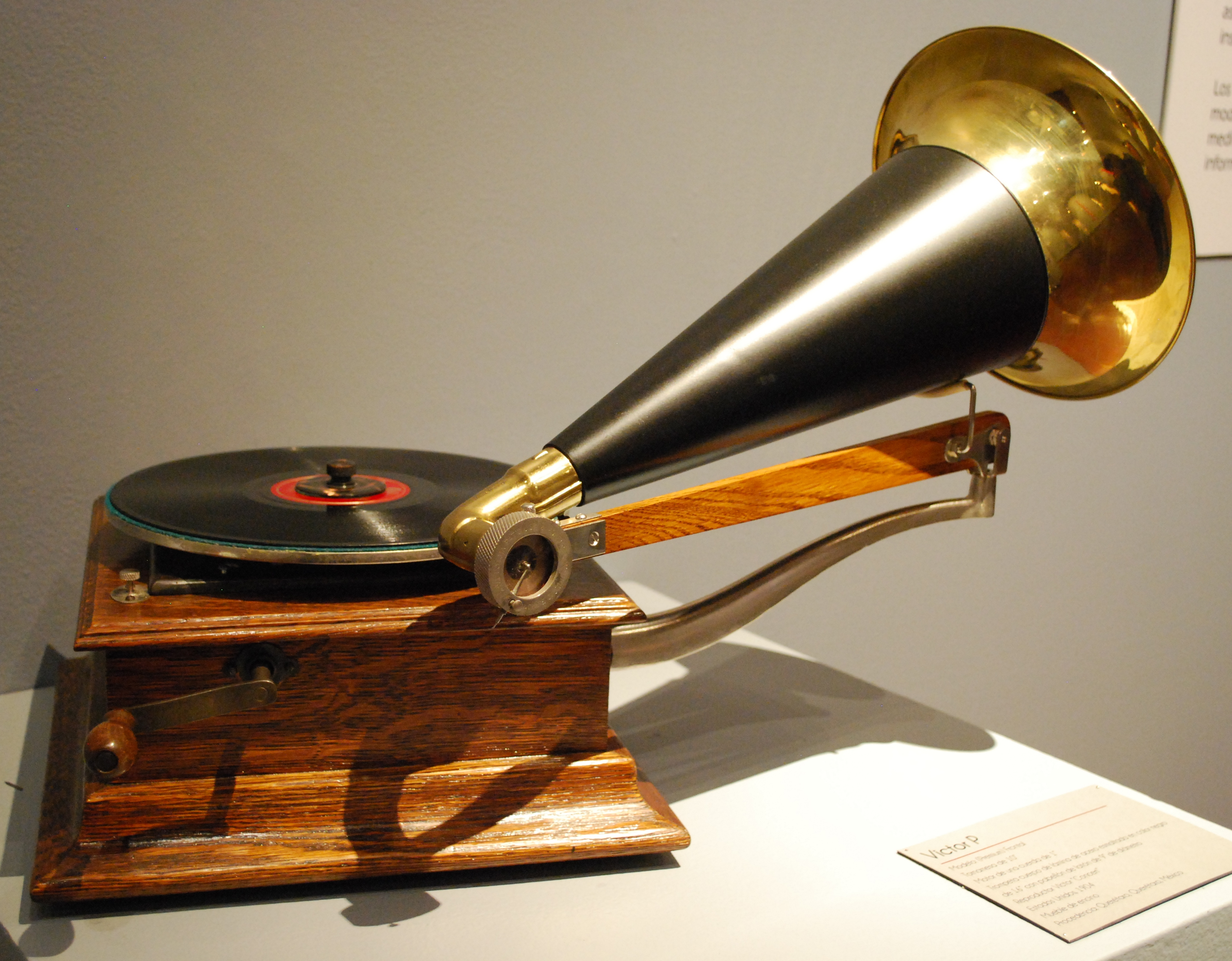
Ein Grammophon Modell „P“ der Victor Talking Machine Company, 1904

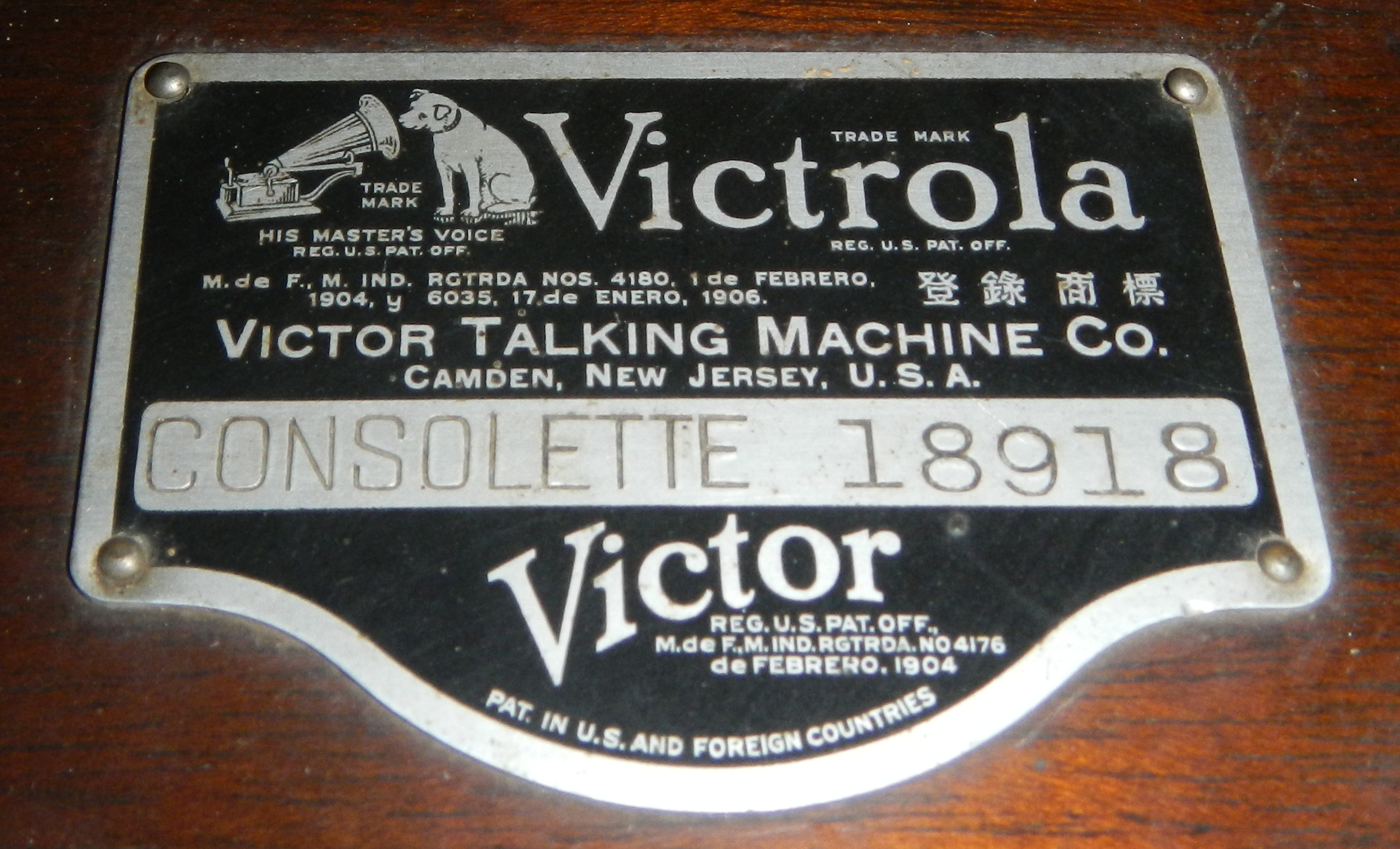
Typenschild eines Victor-Grammophons „Victrola“ von 1925. Auf dem Schild ist das bekannte Markenzeichen mit dem vor einem Schalltrichter sitzenden Hund.

Die Victor Talking Machine Company, auch Victor Talking Machine Co. oder Victor, war einer der bedeutendsten US-amerikanischen Hersteller von Grammophonen und Schellackplatten mit Sitz in Camden, New Jersey. Das Unternehmen wurde am 3. Oktober 1901, nach umfangreichen gerichtlichen Auseinandersetzungen zwischen Emil Berliner und Eldridge R. Johnson, mit der Zielsetzung gegründet einen Interessenausgleich auf patentrechtlicher sowie finanztechnischer Ebene herbeizuführen. Im Jahre 1929 übernahm die Radio Corporation of America, besser bekannt unter dem Akronym RCA, das Unternehmen, um fortan die mit erworbenen Patent- und Namensrechte für sich nutzbringend einzusetzen.
Seit 2022 existiert die Marke Victor unter Lizenz und gehört dem Unternehmen Talisman Brands, Inc. d/b/a Established.

## Historie

### Vorgeschichte

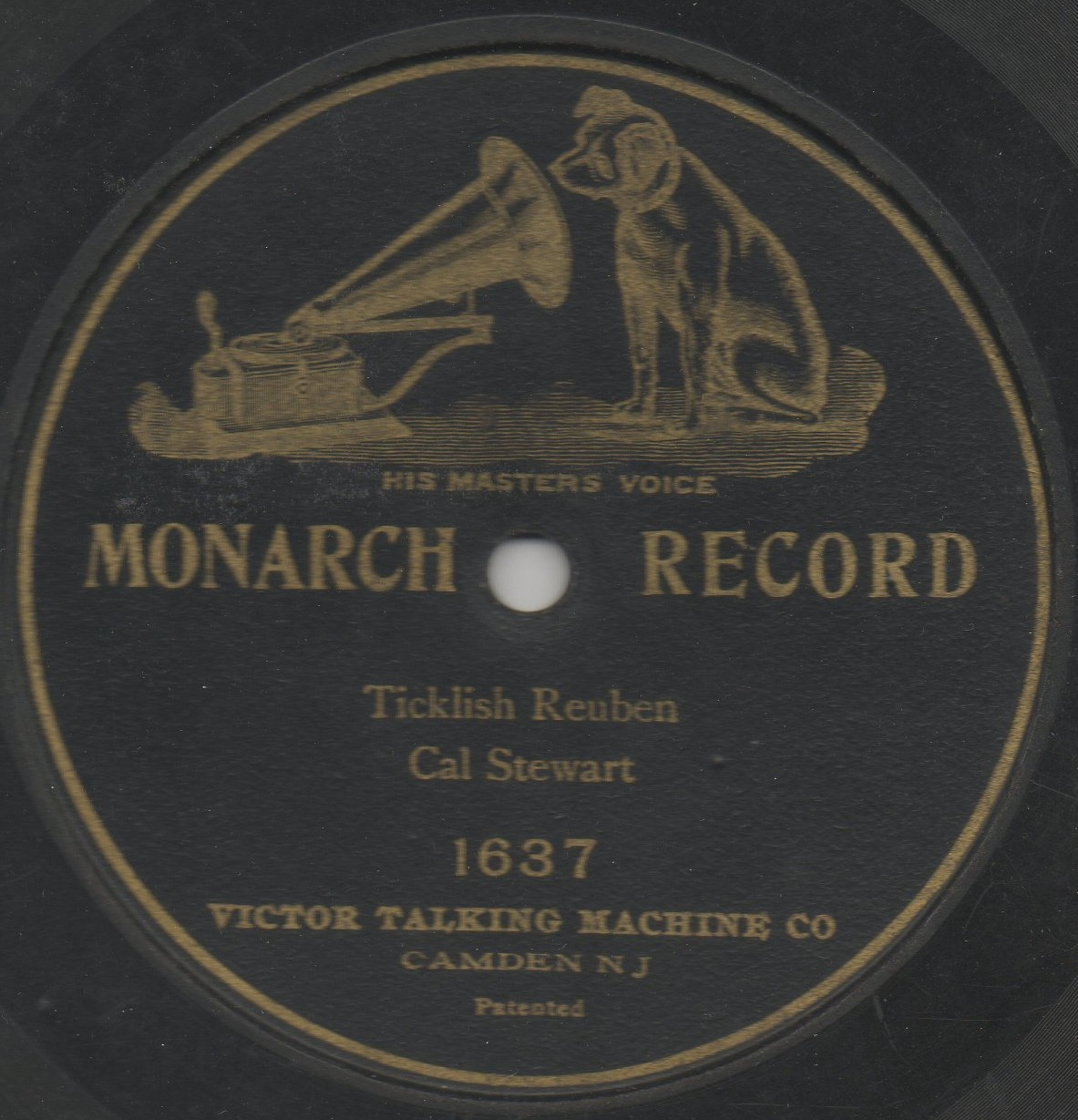
Ten Inch Monarch Record – Black Label. Ticklish Reuben, Cal Stewart. Katalognummer 1637. Erstveröffentlichung 1902.

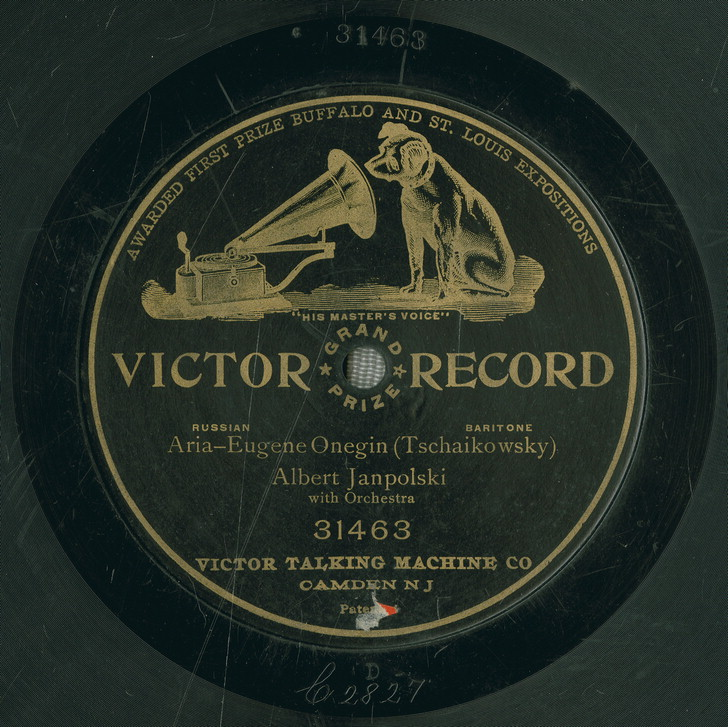
Twelve Inch Victor Record – Black Label. Eugene Onegin Aria, Albert G. Janpolski. Katalognummer 31463. Erstveröffentlichung 1905.

Im Jahr 1900 beteiligte sich der Konstrukteur und Mechaniker Eldridge R. Johnson ebenso wie Emil Berliner, welcher die horizontale Aufzeichnung von Tonsignalen in Form der heute gebräuchlichen Schallplatten kommerzialisierte, an der Weiterentwicklung und Verbesserung des Grammophons, einschließlich des dazugehörigen Tonträgers. Bereits im Januar des gleichen Jahres begann Johnson eigene Schellackplatten herzustellen und diese wenige Monate später interessierten Kunden unter der Labelbezeichnung Improved Record zum Kauf anzubieten. Jene Pressungen besaßen einen Durchmesser von Seven Inch und waren im Gegensatz zu den Schellackplatten Berliners, der keine Aufdrucke für seine Tonträger verwendete, mit einem Label aus schwarzem Papier und einer goldfarbenen Schrift versehen. Die erste Veröffentlichung in Johnsons Aufnahmeverzeichnis mit der Matrixnummer A-1 datiert auf den 28. Juni 1900 und beinhaltete eine Tonaufnahme des Gedichts Departure von Eugene Field vorgetragen von George Broderick, gefolgt von Veröffentlichungen der zur damaligen Zeit beliebtesten Sänger und Sängerinnen wie Dan W. Quinn, S. H. Dudley, Marie Romaine und John York AtLee.
Den steigenden Verkaufszahlen Rechnung tragend gründete Johnson gemeinsam mit Leon Forrest Douglass, im Sommer des gleichen Jahres die Consolidated Talking Machine Company. Jenem Unternehmen, welches zu einem späteren Zeitpunkt aufgrund der Einreichung einer Klage seitens der Consolidated Talking Machine Company of America hinsichtlich bestehender Namensähnlichkeiten in Eldridge Johnson, Manufacturing Machinist umbenannt wurde, oblag von nun an die Produktion sowie die Vermarktung der johnsonschen Grammophone, einschließlich der dazugehörigen Schellackplatten, die fortan den Labelnamen Improved Gram-O-Phone Record trugen. In Summe konnten fünf verschiedene von Johnson entwickelte Modelle des Grammophons mit den Modellnamen a Toy, Type A, Type B, Type C, und Type D, sowie diverse Tonträger mit Aufnahmen verschiedenster Künstler und Künstlerinnen aus den Vereinigten Staaten, produziert in den firmeneigenen Tonstudios, erworben werden. Des Weiteren standen Aufnahmen von Musikschaffenden, welche das musikalische Repertoire der Victor Talking Machine Company ergänzten, aus dem Vereinigten Königreich zur Verfügung, die ursprünglich für die Gramophone Company von Fred Gaisberg und Belford Royal gefertigt wurden.

### Rechtsstreitigkeiten
Anfang des darauffolgenden Jahres 1901 gelang es Johnson eine weitere in ihrem Durchmesser größere Schellackplatte, „Ten Inch“, dies entspricht in etwa 25,4 Zentimetern, anfänglich unter der Bezeichnung „Victor Ten Inch Record“ später „Victor Monarch Record“ herzustellen und auf dem Markt für Tonträger einzuführen und zu etablieren. Hinsichtlich der Seven Inch sah sich Johnson, aufgrund von gerichtlichen Auseinandersetzungen mit Berliner, die es ihm verboten die Wortbezeichnung Grammophon für seine Produkte zu nutzen, gezwungen deren Namen abzuändern und von da an unter der Bezeichnung „Improved Record“. Um weiteren möglicherweise drohenden, langwierigen Gerichtsprozessen in letzter Konsequenz aus dem Weg zu gehen änderte Johnson erneut den Namen für seine Seven Inch Schallplatten auf „Victor Record“ und ließ diesen am 12. März 1901 als Schutzmarke registrieren.

### Entstehung der „Victor Talking Machine Company“
Gegen Ende des Jahres, am 3. Oktober 1901 kamen Emile Berliner und Johnson überein, ihre finanziellen und patentrechtlichen Interessen in einem gemeinsamen Unternehmen, der Victor Talking Machine Company, zu bündeln und die gerichtlichen Auseinandersetzungen zu beenden. Die Neugründung nahm bereits am 5. Oktober desselben Jahres unter der Führung von Johnson sowie unter der Beteiligung von Leon Forrest Douglass, der als Vizepräsident und Generalmanager fungierte, seine Tätigkeiten auf. Des Weiteren traten Thomas S. Parvin als Schatzmeister, A.C. Middleton in Funktion des Sekretärs und Horace Pettit zuständig für die Rechtsabteilung, der Unternehmensführung bei. Bezüglich der Ausgabe von Beteiligungen einigte man sich dahingehend, 20.000 Stammaktien und 5.000 Vorzugsaktien, abhängig von den in das Unternehmen eingebrachten materiellen und immateriellen Werten, unter den verschiedenen Anteilseignern aufzuteilen. Der Unternehmenssitz sowie die Produktionsstätten wurden in Camden, New Jersey errichtet, jener Stadt, in der Johnson vormals seinen Geschäften nachging. Das Aufnahmestudio hingegen bezog seine Räumlichkeiten in der Camden gegenüberliegenden, durch den Delaware River getrennten, Metropole Philadelphia in Pennsylvania.
Mit der Gramophone Company, einem von Emile Berliner ursprünglich für den europäischen Markt gegründeten Unternehmen, wurden diverse Vereinbarungen getroffen, die zum einen die Beteiligung an den Kosten für die Entwicklungsabteilung der Victor Talking Machine Company vorsahen und zum anderen die Verpflichtung enthielten, einen fünfundzwanzigprozentigen Anteil abzuführen, um im Gegenzug einen Patent- und Markenschutz durch „Victor“ zu erhalten. Ebenso wurde der Gramophone Company das Recht zugesprochen, Grammophone in Europa, dort insbesondere innerhalb des Vereinigten Königreichs einschließlich seiner Kolonien und Besitzungen sowie in Russland und Japan zu vertreiben.

### „Nipper“

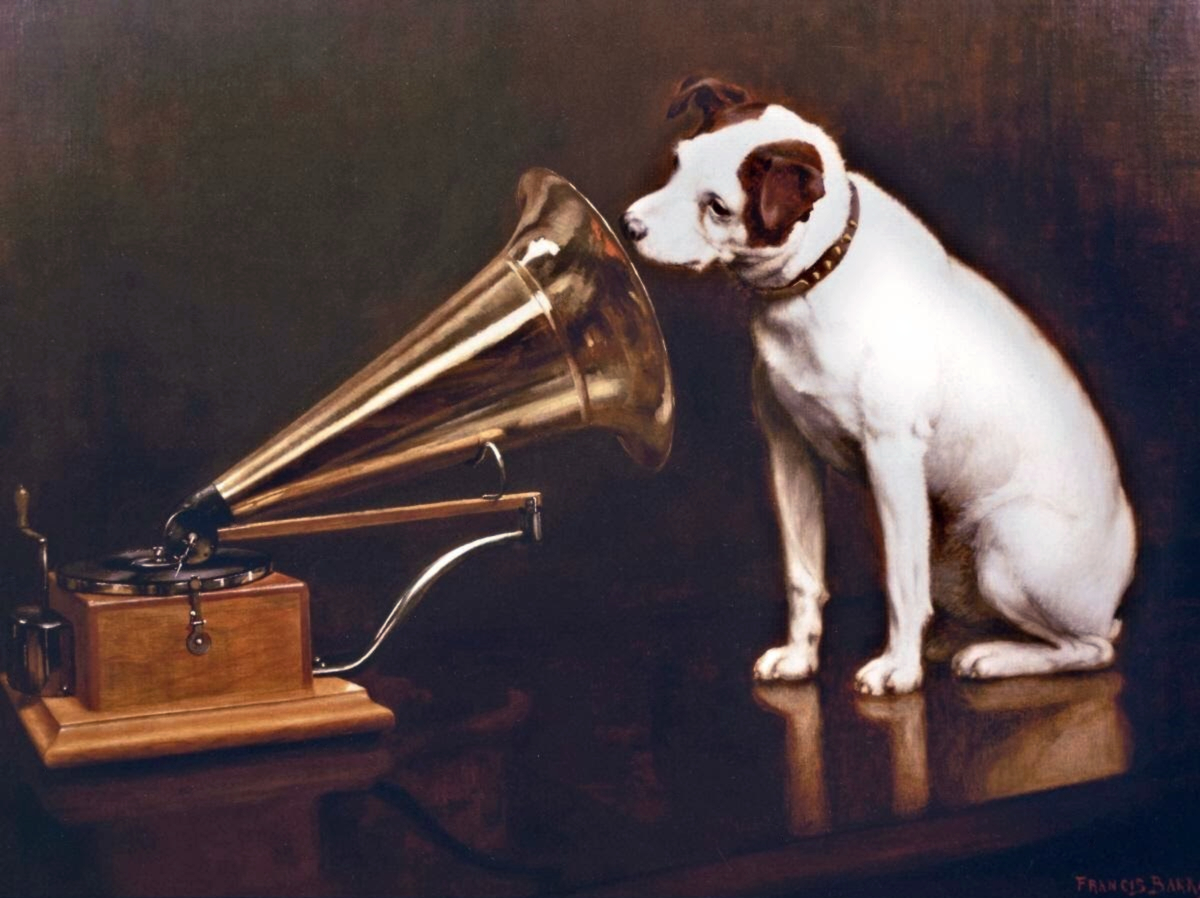
His Master’s Voice Logo mit Nipper

Nipper, welcher der Stimme seines Herren – „His Master’s Voice“ – lauscht, zu Beginn des Jahres 1899 von dem Londoner Künstler Francis James Barraud gemalt und zur Nutzung als Markenzeichen an die Gramophone Company verkauft, zierte ab 1902 ebenfalls die Labels der Victor Talking Machine Company. Im Januar des gleichen Jahres übernahmen Johnson und Douglass die Globe Record Company und verkauften diese alsbald an die American Graphophone Company. Mit Unterzeichnung des Vertrages begannen Verhandlungen mit der Columbia Phonograph Company bezüglich deren Vermarktungsinteressen, die Rechtsstreitigkeiten nach sich zogen, aber in letzter Instanz, mittels außergerichtlichen Übereinkünften, ihre Beilegung fanden. Gegen Ende des Jahres konnte Victor die Produktion von über zwei Millionen Schellackplatten vermelden, zum Teil darin begründet, dass das Unternehmen sich im Besitz der wichtigsten Patente des Grammophon-Marktes zum damaligen Zeitpunkt befand und eine von Johnson entwickelte, verbesserte Plattenpresse zur Herstellung der Tonträger zum Einsatz kam.
Während in Europa die Gramophone Company in ihren Tonstudios auch klassische Musik produzierte, so beispielsweise mit dem in jenen Jahren aufstrebenden italienischen Opernsänger Enrico Caruso, aber auch mit den russischstämmigen Bass Fjodor Iwanowitsch Schaljapin, und diese unter einem höherpreisigen eigens dafür geschaffenen Label, in roter Ausführung, zum Kauf anbot, spezialisierte man sich seitens „Victor Records“ auf das Verlegen von bekannten Musikstücken, humoristischen Liedern, Rezitationen sowie von Bandmusik der damals beliebtesten Genres. Das Repertoire klassischer Stücke dementgegen beschränkte sich auf wenige Aufzeichnungen von Künstlern wie die von George Broderick, Rosalia Chalia und Emilo de Gogorza. Dies änderte sich erst mit der Markteinführung des Labels „Victor Red Seal“, von der Idee her der Gramophone Company entliehen, im Jahre 1903 in den Vereinigten Staaten, verbunden mit dem Import von fünfundzwanzig klassischen Aufnahmen, darunter auch denjenigen von Enrico Caruso.
Als weitere Neuerung führte Victor im selben Jahr feste, systematisch geordnete Katalognummern ein und tauschte die bestehende „Fourteen Inch“, dies entspricht in etwa 35,56 cm, De Luxe Record Serie gegen die De Luxe Special Record Serie mit einer Umdrehungsgeschwindigkeit von 60/min aus, gefolgt, gegen Ende des Jahres, von einer „Twelve Inch“, dies entspricht in etwa 30,48 cm, De Luxe Black Label Serie sowie einer Read Seal Serie gleicher Größe. Des Weiteren verbesserte Johnson die technische Ausstattung der angebotenen Grammophone durch die bauliche Überholung des Tonarmes. Die Aufnahmestudios in Philadelphia wurden von Calvin G. Child verwaltet. Aufnahmeleiter war Harry O. Sooy, später gemeinschaftlich mit seinen Brüdern Raymond A. Sooy und Charles E. Sooy. Erster Musikdirektor war Arthur W. Pryor nach kurzer Zeit gefolgt von Walter B. Rogers.

### „Victrola“

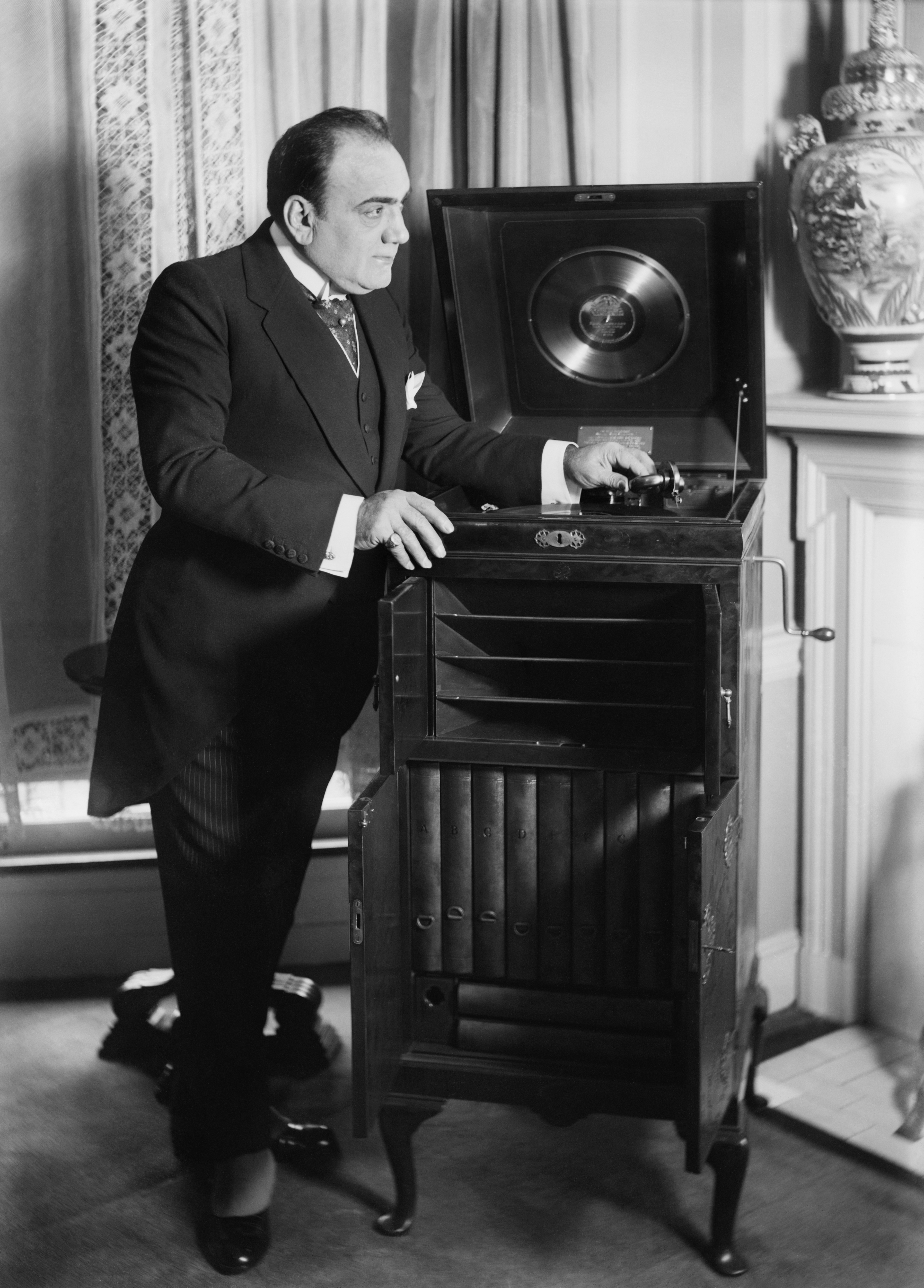
Enrico Caruso mit einem für ihn individuell gefertigten Gerät der Marke Victrola.

Im Jahre 1906 führt Victor einen neuen Typ Grammophon mit dem Markennamen Victrola ein, bei dem die mechanischen Bauteile sowie der Schalltrichter in ein Gehäuse aus Holz integriert waren und ein Stauraum für Schellackplatten zur Verfügung stand. An der Vorderseite der Geräte befand sich eine Türe, durch die mittels öffnen und schließen gezielt die Lautstärke beeinflusst werden konnte. Die Patentrechte für diese neuartige Sprechmaschinenkonstruktion lagen bei Eldridge R. Johnson, der diese am 8. Dezember 1904 anmeldete und schließlich am 11. Juni 1907 unter der Nummer U.S. 856.704 zuerkannt bekam.

### 1920er Jahre
1924 erwarb Victor die kanadische Berliner Gramophone. 1925 führte Victor unter dem Namen Orthophonic die neue elektrische (anstelle der bisherigen mechanischen bzw. akustischen) Aufnahmetechnik ein. 1928 verkaufte Johnson seine Victor-Anteile, die 1929 von der Radio Corporation of America (RCA) erworben wurden. Das Label wurde dann als Radio-Victor Division of the Radio Corporation of America und später als RCA Victor vermarktet.
Die Victor Company of Japan, Limited (JVC), wurde 1927 gegründet, 1940 unabhängig von Victor und ist heute eine weltweit bekannte Marke.

## Musikschaffende und Repertoire
- 1900: Veröffentlichung des Gedichts Departure von Eugene Field vorgetragen von George Broderick, durch Improved Record einem von Eldridge R. Johnson gegründeten Label in Vorläuferschaft der Consolidated Talking Machine Company und letztendlich der Victor Talking Machine Company. Weitere Musikschaffende des Jahres waren unter anderem Dan W. Quinn und S. H. Dudley.
- 1903: Aufnahmen in den Räumlichkeiten der Carnegie Hall mit der australischen Mezzosopranistin Ada Crossley und der Vertonung des Gedichtes Caro Mio Ben von Giuseppe Giordani. Es folgen die Musikschaffenden Louise Homer, Johanna Gadski, Antonio Scotti.
- 1904: Aufnahmen mit Enrico Caruso, nach dem Zustandekommen eines Exklusivvertrages mit Victor. Weitere Künstler, die unter dem Label Red Seal veröffentlichten, waren Zelie de Lussan, Emma Eames, Marcel Journet und Marcella Sembrich. Für die australische Sopranistin Nellie Melba legte Victor Record eine auf diese speziell zugeschnittene Serie von Schellackplatten unter dem Namen Victor Melba Records auf.[8]
- 1905: Auflegen einer weiteren Serie von Schellackplatten unter der Bezeichnung Victor Patti Records mit der spanischen Sopranistin Adelina Patti.[9]

## Diskografie
Zu den Tonträgerveröffentlichungen der Victor Talking Machine Company siehe
- → Hauptartikel: Victor Talking Machine Company/Diskografie (Pre Matrix A) (Auslagerung zu diesem Artikel)